# Vale (Arcos de Valdevez)
Vale ist eine Gemeinde (Freguesia) im nordportugiesischen Kreis Arcos de Valdevez. In ihr leben 662 Einwohner (Stand 19. April 2021).